# John Pudney
John Sleigh Pudney (né le 19 janvier 1909 et mort le 10 novembre 1977) est un journaliste et écrivain britannique. Il est connu pour ses histoires courtes, ses poèmes et ses fictions pour enfants (notamment les livres Hartwarp).

## Éducation
Il nait à  Langley Marish et étudie à l'école de Gresham, Holt, où il est ami avec W. H. Auden. Il quitte l'école à l'âge de seize ans, en 1925. Il vit plus tard dans le Buckinghamshire.

## Carrière
Après avoir quitté l'école, Pudney travaille pour un agent immobilier, pour la BBC et pour le 'journal'  News Chronicle . Dans les années 1930, il passe du journalisme et de la poésie à la publication de romans et de recueils de nouvelles. En 1940, au cours de la Seconde Guerre mondiale, Pudney est en service dans la Royal Air Force comme agent du renseignement et en tant que membre de l'Air Ministry's Creative Writers Unit.
Alors qu'il sert comme officier de renseignement de l'escadron, au St Eval à Cornwall, Pudney écrit un des poèmes les plus connus de la guerre  Pour Johnny  évocation populaire sympathique de Londres en 1941. Écrit au cours d'un raid aérien, il est publié dans le  Daily Chronicle , et présenté de manière significative dans le film  The Way to the stars  :
Do not despair/For Johnny-head-in-air;/He sleeps as sound/As Johnny underground.
Fetch out no shroud/For Johnny-in-the-cloud;/And keep your tears/For him in after years.

Better by far/For Johnny-the-bright-star,/To keep your head,/And see his children fed.
Dans les élections générales au Royaume-Uni en 1945, Pudney est le candidat du  Parti travailliste  pour Sevenoaks , il obtient au cours du scrutin 14 947 voix, soit 36 pour cent,.
Après la guerre, il continue à écrire et travaille comme  éditeur et directeur de magazines et maisons d'édition. Il travaille pour News Review 1948-1950  Evans Brothers, Ltd.  (1950-1953), et  Putnam & Co. Ltd  (1953-1963). En 1953, il écrit le documentaire ' Elizabeth is Queen', prix BAFTA .
Entre 1949 et 1963, il publie une anthologie annuelle appelée Pick of Today's Short Stories.

## Famille
Pudney est le seul fils de Henry William Pudney et Mabel Sleigh Pudney. En 1943, il épouse Cristal Herbert la fille de  A. P. Herbert, le député  indépendant. Ils ont deux filles et un fils mais divorcent. En 1955, il épouse sa seconde femme, Monica Forbes Curtis.
Son petit-fils, Toby Perkins, est le député du  Parti travailliste   pour Chesterfield.

## Travaux
- Spring Encounter (1933)
- Open the Sky. Poems (Boriswood 1934)
- And Lastly the Fireworks (Boriswood 1935) stories
- Jacobson's Ladder (1938)
- Uncle Arthur and other stories (1939)
- Dispersal Point and other Air Poems (1942)
- The Grass Grew All Round (1942)
- Beyond This Disregard (1943) poems
- South of Forty (1943) poems
- Who Only England Know (1943)
- Ten Summers: Poems 1933-1943 (1944)
- Almanack of Hope: Sonnets (1944)
- Air Force Poetry (1944) editor with Henry Treece
- Flight above Cloud (1944)
- The Air Battle of Malta (1944)
- Atlantic Bridge (1945) anonymously
- World Still There (1945)
- Edna's Fruit Hat (1946) stories
- It Breathed Down My Neck (1946) stories
- Selected Poems (1946)
- Estuary, a Romance (1947)
- Low Life (1947) poems
- Commemorations (1948) poems
- Shuffley Wanderers (1948) novel
- The Europeans (1948)
- The Pick of Today's Short Stories (1949) editor
- The Accomplice (1950)
- The Pick of Today's Short Stories 2 (1950) editor
- Saturday Adventure (1950) "a story for boys"
- Hero of a Summer's Day (1951) novel
- Music on the South Bank : An Appreciation of The Royal Festival Hall.(1951)
- Sunday Adventure (1951)
- Pick of Today's Short Stories 3 (1952) editor
- His Majesty King George VI (1952)
- Monday Adventure: The Secrets of Blackmead Abbey (1952)
- The Net (1952)
- A Ring for Luck (1953)
- Sixpenny Songs (1953)
- Pick of Today's Short Stories 4 (1953) editor
- The Thomas Cook Story (1953)
- The Queen's People (1953) with Izis Bidermanas
- Tuesday Adventure (1953)
- Wednesday Adventure (1954)
- The Smallest Room: a Discreet Survey Through the Ages (1954)
- Pick of Today's Short Stories 5 (1954) editor
- Pick of Today's Short Stories 6 (1955) editor
- Thursday Adventure (1955)
- Pick of Today's Short Stories 7 (1956) editor
- Friday Adventure (1956)
- Collected Poems (1957)
- The Book of Leisure (1957) editor
- Trespass in the Sun (1957)
- Pick of Today's Short Stories 9 (1958) editor
- Pick of Today's Short Stories 10 (1959) editor
- The Leisure-Hour Companion (1959)
- The Seven Skies (1959) BOAC
- The Trampoline (1959)
- A Pride of Unicorns: Richard and David Atcherley of the R.A.F. (1960)
- Bristol Fashion. Some Account of the Earlier Days of Bristol Aviation (1960)
- Home & Away - An Autobiographical Gambit. (1960)
- Pick of Today's Short Stories 11 (1960) editor
- Pick of Today's Short Stories 12 (1961) editor
- Spring Adventure (1961) children's fiction
- Thin Air (1961)
- Summer Adventure (1962)
- Pick of Today's Short Stories 13 (1962) editor
- The Hartwarp Light Railway (1962) children's fiction
- Pick of Today's Short Stories 14 (1963) editor
- The Hartwarp Balloon (1963)
- The Hartwarp Circus (1963)
- The Hartwarp Bakehouse (1964)
- The Camel Fighter (1964)
- Autumn Adventure (1964)
- The Hartwarp Explosion (1965)
- Winter Adventure (1965)
- Tunnel to the Sky (1965)
- The Grandfather Clock (1966)
- The Golden Age of Steam (1967)
- Spill Out: Poems and Ballads (1967)
- The Hartwarp Jets (1967)
- Flight and Flying (1968) editor
- Suez: De Lesseps' Canal (1968)
- Spandrels : Poems and Ballads (1969)
- Take This Orange: Poems and Ballads (1971)
- A Draught of Contentment. The Story of the Courage Group.(1971)
- The Long Time Growing Up (1971) novel
- Crossing London's River, the Bridges, Ferries and Tunnels Crossing the Thames Tideway in London (1972)
- Selected Poems 1967-1973 (1973)
- Brunel and His World (1974)
- London's Docks (1975)
- Lewis Carroll and His World (1976)
- Living in a One-Sided House (1976) poems
- John Wesley and His World (1978)
- Thank Goodness for Cake (1978) autobiography
- Writers' Workshop, poetry anthology, editor with Norman Hidden and Michael Johnson